# Буденний Василь Йосипович
Васи́ль Йо́сипович Буде́нний (*20 вересня 1947, Смолин) — поет, член НСПУ з 1983 р.

## Біографія
Народився 20 вересня 1947 р. в с. Смолин Чернігівського району Чернігівської області. Закінчив Київський державний педагогічний інститут. Доцент кафедри слов'янської філології Чернігівського державного педагогічного університету.

## Твори
«Дарунки вересня»
«Орбіта зернини»
«Третє повернення»
«Живиця жнивного тепла»
«Моя ти, земле» 
«Сиве багаття»
«Під сьомим небом» 
«На вістрі власного меча»
«Дев'ятисил»
«Осяяння» 
«Шлях до осяяння» 
«Шляхами осяяння» 
«Життя у слові»
«Поживна меса» 
збірок для дітей «Абетка-мозаїка» 
«У школі і вдома»
«Прочитай і розмалюй»
«Рано-вранці на зорі»
«Вундеркінди з нашого під’їзду».
2023 року з’явилася збірка «Хвала Всевишньому, хвала!»
Премії
Лауреат літературних премій імені Олекси Десняка, імені Леоніда Глібова. У вересні 1993 року поет був удостоєний звання лауреата премії імені Михайла Коцюбинського за книги серії «Осяяння»